# Lasse Norman Hansen
Lasse Norman Hansen (Fåborg, Fiònia, 11 de febrer de 1992) és un ciclista danès professional des del 2011 i actualment amb l'equip Aqua Blue Sport. També combina el ciclisme en pista on ha aconseguit una medalla d'or als Jocs Olímpics de Londres en la prova d'Òmnium, i dos de bronzes als Jocs Olímpics de Rio de Janeiro en les proves de Persecució per equips i Òmnium.

## Palmarès en pista
- 2010
  -  Campió del món júnior en Persecució
  -  Campió de Dinamarca en Kilòmetre
  -  Campió de Dinamarca en Òmnium
- 2011
  -  Campió de Dinamarca en Kilòmetre
  -  Campió de Dinamarca en Persecució
  -  Campió de Dinamarca en Puntuació
- 2012
  -  Medalla d'or als Jocs Olímpics de Londres en Òmnium
- 2013
  - 1r als Sis dies de Copenhaguen (amb Michael Mørkøv)
- 2016
  -  Medalla de bronze als Jocs Olímpics de Rio de Janeiro en Òmnium
  -  Medalla de bronze als Jocs Olímpics de Rio de Janeiro en persecució per equips (amb Niklas Larsen, Frederik Madsen, Casper von Folsach i Rasmus Christian Quaade)
- 2017
  - 1r als Sis dies de Copenhaguen (amb Michael Mørkøv)

### Resultats a laCopa del Món
- 2012-2013
  - 1r a la Classificació general i a la prova de Glasgow, en Persecució
  - 1r a Glasgow, en Persecució per equips
- 2015-2016
  - 1r a Cambridge, en Òmnium

## Palmarès en ruta
- 2009
  - 1r a la Volta a la Baixa Saxònia júnior
- 2010
  - 1r al Tour del País de Vaud i vencedor d'una etapa
  - Vencedor de 2 etapes del Gran Premi Rüebliland
- 2011
  -  Campió de Dinamarca sub-23 en ruta
  - Vencedor d'una etapa de la Copa de les Nacions Vila de Saguenay
- 2012
  - Vencedor d'una etapa del An Post Rás
- 2013
  -  Campió de Dinamarca sub-23 en ruta
  -  Campió de Dinamarca sub-23 en contrarellotge
  - 1r al Gran Premi Herning
  - 1r al Gran Premi de Frankfurt sub-23
  - Vencedor d'una etapa del Tour de Berlín
- 2015
  - Vencedor d'una etapa del Tour d'Alberta
- 2018
  - Vencedor d'una etapa al Herald Sun Tour
  - Vencedor d'una etapa a la Volta a Dinamarca
- 2019
  - Vencedor d'una etapa a la Volta a Dinamarca
- 2024
  - 1r a la Fyen Rundt

### Resultats a la Volta a Espanya
- 2017. 139è de la classificació general